# المحقق كونان: استراتيجية ما فوق الأعماق
المحقق كونان: استراتيجية ما فوق الأعماق (باليابانية: 名探偵コナン　水平線上の陰謀، بالروماجي: Meitantei Konan: Suihei Senjō no Sutoratejī) (بالإنجليزية: Detective Conan: Strategy Above the Depths)‏ هو الفيلم التاسع للمحقق كونان والذي عرض في 9 أبريل 2005.

## القصة
أفروديت هي باخرة ضخمة (التي تظهر في الغلاف) والتي تمتلكها «مجموعة ياشيرو». مصممة الباخرة هي «ميناكو أكيوشي» التي تكن الكره لأصحاب الشركة مالكة الباخرة. تقوم هذه الآنسة باغتيال رئيس المجموعة وزوجته وتوهم الجميع بأن الفاعل هو شخص يسمى «كساها» (الذي كان بدوره يخطط لاغتيالهما!). يقوم هذا الأخير بتفجير القنابل على متن السفينة بعد أن تتهمه الشرطة. بعد ذلك تبدأ السفينة في الغرق ويتم إنقاذ جميع الركاب في قوارب النجاة ولكن ران تفضل العودة للسفينة للبحث عن الهدية التي أضاعتها ولكن لسوء الحظ ترتطم بأحد العوامد وتفقد وعيها. في هذه الأثناء تقوم «ميناكو أكيوشي» باحتجاز قبطان السفينة لتقوم بقتله (لأنه كان متورطا مع رؤساء مجموعة ياشيرو في عملية قتل والدها) ولكن قبل أن تفعل تكتشف أن القناصة التي كانت ستستعملها قام توغو موري (والد ران) بتعطيلها. يظهر هذا الأخير وقد كشف كافة ملابسات القضية. بعد هذا تقوم «أكيوشي ميناكو» بمهاجمة توغو وتضربه بشدة ولكنه ينتصر عليها في النهاية. بعد ذلك يراود كونان إحساس غريب بأن ران لم تنجوا ويبذل جهده للبحث عنها ويجدها هو وتوغو في النهاية داخل القبو، ولكن في تلك اللحظات السفينة كانت شبه غارقة ولم يكن باستطاعة قوارب النجاة الاقتراب، ولكن تظهر مروحية خفر السواحل وتقوم بإنقاذ الأشخاص الباقيين في السفينة ولكن الحبل يميل فجأة ويسقط كونان في السفينة مرة أخرى، ولكن ران تقوم بإمساك يده عن طريق تلك الهدية التي رجعت للبحث عنها في السفينة! انتهى الفلم بقول كونان: «لقد نجونا لأننا نقلق على بعضنا البعض».

## وصلات خارجية
- المحقق كونان: إستراتيجية ما فوق الأعماق على موقع IMDb (الإنجليزية)
- المحقق كونان: إستراتيجية ما فوق الأعماق على موقع فيلمافينيتي (الإسبانية)
- المحقق كونان: إستراتيجية ما فوق الأعماق على موقع قاعدة بيانات الفيلم (الإنجليزية)
- المحقق كونان: إستراتيجية ما فوق الأعماق على موقع ليتربوكسد (الإنجليزية)
- المحقق كونان: إستراتيجية ما فوق الأعماق على موقع كينوبويسك (الروسية)
- المحقق كونان: إستراتيجية ما فوق الأعماق على موقع ANN anime (الإنجليزية)
- الموقع الرسمي لأفلام المحقق كونان.